# Корецька Клавдія Данилівна
Корецька Клавдія Данилівна (нар. 8 жовтня 1952, с. Марковичі Горохівського району, Волинської області) — поетеса, член Національної спілки письменників України з 1995 року.

## Біографія
Корецька Клавдія Данилівна народилася 8 жовтня 1952 року в селі Марковичі, Горіхівського району, Волинської області. В 1976 році закінчила лісотехнічний інститут. Працювала в Луцькому історико-культурному заповіднику. З 1990 року по 1995 рік працювала редактором газети «Народна трибуна» при відділі культури. Брала активну участь у громадському житті Волині.

## Творчість
В альманасі «Вітрила'81»(К., 1981), дебютувала добіркою віршів. Поезії Корецької Клавдії відзначаються оригінальністю мислення, метафоричністю, написані верлібром.

## Твори
- Час пік. Л., 1990;
- Збирачі купальського вогню. Лц., 1993;
- Відкрите небо. Лц., 1999;
- Між зіркою і Аїдом. Лц., 2002;
- В очікуванні Адама. Лц., 2007.